# Flag (film)
Flag je francouzsko-kanadský hraný film z roku 1987, který režíroval Jacques Santi. Snímek měl světovou premiéru dne 7. října 1987.

## Děj
Simon je gambler a vrchní inspektor v jednotce proti organizovanému zločinu, v jejímž čele stojí jeho přítel Pierre Tramoni. Pierre je ambiciózní a chce v práci dojít daleko. Simon nemá žádné ambice, zajímá se pouze o hraní. Simon se několik měsíců snaží přichytit bratry Djiany, mladé a nebezpečné lupiče, přímo při činu. Neuspěje, ale prostřednictvím informátora zjistí podivné vazby mezi Pierrem a Djiany.

## Obsazení
| Richard Bohringer         | inspektor Simon        |
| Pierre Arditi             | komisař Pierre Tramoni |
| Philippine Leroy-Beaulieu | Fanny                  |
| Julien Guiomar            | Léon Terzakian         |
| Anne Létourneau           | Josy                   |
| Donald Pilon              | Sabiani                |
| Smaïn                     | Abdel                  |
| Anne Aor                  | Sylvie Tramoni         |
| Jenny Astruc              | Françoise              |
| Serge Bary                | Dupuis                 |
| Philippe Besson           | Paulo Djian            |
| Max-Henri Boulois         | Martial                |
| Charly Chemouny           | Nénesse                |
| Laurent Gendron           | Tintin                 |
| Jeanne Herviale           | Nénessova babička      |
| Jean-Marie Juan           | Olivier                |
| Isabelle Kloucowski       | matka Léona            |
| Georges Lycan             | Yougo                  |
| Smaïl Mekki               | Muller                 |
| Michel Melki              | Maurice                |
| René Migliascio           | barman                 |
| Jacques Mignot            | Colona                 |
| Jean-Paul Muel            | André Attal            |
| Patrick Poivey            | Rouvier                |
| Jean-Luc Porraz           | Jeannot                |
| Philippe Sfez             | Gaby Dijan             |

## Ocenění
- César: nominace na nejlepší filmový debut (Jacques Santi)